# Mareau-aux-Prés
 Mareau-aux-Prés  es una población y comuna francesa, situada en la región de Centro, departamento de Loiret, en el distrito de Orléans y cantón de Cléry-Saint-André.

## Demografía
| 999 | 932 | 1009 | 1034 | 1092 | 1140 |
| Para los censos de 1962 a 1999 la población legal corresponde a la población sin duplicidades (Fuente: INSEE [Consultar]) |     |      |      |      |      |